# Guatteria
Guatteria é um género botânico pertencente à família Annonaceae.

## Espécies
São mais de 400 espécies.
- Guatteria acutiflora Mart.
- Guatteria acutipetala R. E. Fr.
- Guatteria acutissima R. E. Fr.
- Guatteria aeruginosa Standl.
- Guatteria alata Maas & van Setten
- Guatteria allenii R. E. Fr.
- Guatteria alta R. E. Fr.
- Guatteria alutacea R.E.Fr.
- Guatteria amazonica R. E. Fr.
- Guatteria amplifolia Triana & Planch.
- Guatteria anomala R.E. Fries
- Guatteria asplundiana R. E. Fr.
- Guatteria asterantha R. E. Fr.
- Guatteria atabapensis Aristeg.
- Guatteria atra Sandwith
- Guatteria augusti Diels
- Guatteria australis A. St.-Hil.
- Guatteria axilliflora (DC.) R. E. Fr.
- Guatteria bahiensisR. E. Fr.
- Guatteria blainii (Griseb.) Urb.
- Guatteria blanchetiana R. E. Fr.
- Guatteria boliviana H. Winkl.
- Guatteria brachypoda R. E. Fr.
- Guatteria brevicuspis R. E. Fr.
- Guatteria brevipedicellata R. E. Fr.
- Guatteria buchtienii R. E. Fr.
- Guatteria calimensis R. E. Fr.
- Guatteria calliantha R. E. Fr.
- Guatteria calophylla R. E. Fr.
- Guatteria campestris R. E. Fr.
- Guatteria candolleana Schltdl.
- Guatteria caniflora Mart.
- Guatteria cardoniana R. E. Fr.
- Guatteria cargadero Triana & Planch.
- Guatteria caribaea Urb.
- Guatteria cestrifolia Triana & Planch.
- Guatteria chasmantha R. E. Fr.
- Guatteria chiriquiensis R. E. Fr.
- Guatteria chlorantha Diels
- Guatteria chocoensis R. E. Fr.
- Guatteria chrysophylla Maas & van Setten
- Guatteria cinnamomea D. R. Simpson
- Guatteria citriodora Ducke
- Guatteria clavigera   R. E. Fr
- Guatteria clusiifoliaD. M. Johnson & N. A. Murray
- Guatteria coeloneura Diels
- Guatteria collina R. E. Fr.
- Guatteria columbiana R. E. Fr.
- Guatteria conspicua R. E. Fr.
- Guatteria coriacea R. E. Fr.
- Guatteria costaricencis R. E. Fr.
- Guatteria crassipes R. E. Fr.
- Guatteria cuatrecasasii D. Sánchez
- Guatteria cubensis Bisse
- Guatteria curvinervia R. E. Fr.
- Guatteria curvipetala R. E. Fr.
- Guatteria decandraRuiz & Pav. ex G. Don
- Guatteria decurrens R. E. Fr.
- Guatteria densicoma Mart.
- Guatteria denudata R. E. Fr.
- Guatteria dimorphopetala R. E. Fr.
- Guatteria diospyroides R.E.Fr.
- Guatteria discolor R. E. Fr.
- Guatteria dolichophylla R. E. Fr.
- Guatteria dolichopoda Donn. Sm.
- Guatteria duckeana R. E. Fr.
- Guatteria dumetorum R. E. Fr.
- Guatteria dura R.E. Fr.
- Guatteria dusenii R. E. Fr.
- Guatteria ecuadorensis R.E. Fr.
- Guatteria elata R. E. Fr.
- Guatteria elegantissima R. E. Fr.
- Guatteria elliptica R. E. Fr.
- Guatteria elongata Benth.
- Guatteria eriopoda DC.
- Guatteria eugeniifolia A. DC. ex R. E. Fr.
- Guatteria excelsa Poepp. ex Mart.
- Guatteria eximia R. E. Fr
- Guatteria ferruginea A. St. Hil.
- Guatteria flexilis R. E. Fr.
- Guatteria foliosa Benth.
- Guatteria fruticosa R. E. Fr.
- Guatteria galeottiana Baill.
- Guatteria gamosepala R. E. Fr.
- Guatteria geminiflora R. E. Fr.
- Guatteria glaberrima R. E. Fr.
- Guatteria glabrescens R. E. Fr.
- Guatteria glauca Ruiz & Pav.
- Guatteria gomeziana A. St.-Hil.
- Guatteria goudotiana Triana & Planch.
- Guatteria gracilipes R. E. Fr.
- Guatteria grandiflora Donn. Sm.
- Guatteria guentheri Species Diels
- Guatteria guentheriana Diels
- Guatteria guianensis (Aubl.) R. E. Fr.
- Guatteria heterotricha R. E. Fr.
- Guatteria hilariana Schltdl.
- Guatteria hirsuta Ruiz & Pav.
- Guatteria hookeri A. St.-Hil. & Tul.
- Guatteria hyposericea Diels
- Guatteria insculpta R. E. Fr.
- Guatteria insignis R.E. Fries
- Guatteria inundata Mart.
- Guatteria jamundensis R. E. Fr.
- Guatteria jefensis Barringer
- Guatteria juninensis R. E. Fr.
- Guatteria jurgensenii Hemsl.
- Guatteria juruensis Diels
- Guatteria klotzschiana Mart.
- Guatteria krukoffii R. E. Fr.
- Guatteria kuhlmannii R. E. Fr.
- Guatteria lanceolata R. E. Fr.
- Guatteria lasiocalyx R. E. Fr.
- Guatteria latifolia (Mart.) R. E. Fr.
- Guatteria latipetala R. E. Fr.
- Guatteria latisepala R. E. Fr.
- Guatteria laurina Triana & Planch.
- Guatteria lawrancei R. E. Fr.
- Guatteria lehmannii R. E. Fr.
- Guatteria leiocarpa R. E. Fr.
- Guatteria liesneri D.M. Johnson & N.A. Murray
- Guatteria longedecurrens R. E. Fr.
- Guatteria longepetiolata R. E. Fr.
- Guatteria longestipitata R. E. Fr.
- Guatteria longicuspis R. E. Fr.
- Guatteria longipes Triana & Planch.
- Guatteria lucens Standl.
- Guatteria lucida C. Presl
- Guatteria lutea A. St.-Hil.
- Guatteria macrantha C. Presl
- Guatteria macrocalyx R. E. Fr.
- Guatteria macrocarpa R. E. Fr.
- Guatteria macropetala R. E. Fr.
- Guatteria macropus Mart.
- Guatteria maguirei R. E. Fr.
- Guatteria maypurensis Kunth
- Guatteria megalophylla Diels
- Guatteria melinii R. E. Fr.
- Guatteria meliodora R. E. Fr.
- Guatteria metensis R. E. Fr.
- Guatteria mexiae R. E. Fr.
- Guatteria microcalyx R. E. Fr.
- Guatteria microcarpa Ruiz & Pav. ex G. Don
- Guatteria minarum R. E. Fr.
- Guatteria modesta Species Diels
- Guatteria monticola R. E. Fr
- Guatteria mosenii R. E. Fr.
- Guatteria multivenia Diels
- Guatteria myriocarpa R. E. Fr.
- Guatteria neglecta R. E. Fr.
- Guateria nigrescens Mart.: pindaíba-preta
- Guatteria notabilis Mello-Silva & Pirani
- Guatteria novogranatensis R. E. Fr.
- Guatteria oblanceolata R. E. Fr.
- Guatteria obliqua R. E. Fr.
- Guatteria oblonga R. E. Fr.
- Guatteria oblongifolia Rusby
- Guatteria obovata R. E. Fr.
- Guatteria occidentalis R.E. Fr.
- Guatteria odontopetala Mart.
- Guatteria odorata R. E. Fr.
- Guatteria oligocarpa Mart.
- Guatteria olivacea R. E. Fr.
- Guatteria oliviformis Donn. Sm.
- Guatteria ouregou (Aubl.) Dunal
- Guatteria ovalifolia R. E. Fr.
- Guatteria pacifica R. E. Fr.
- Guatteria paludosa R. E. Fr.
- Guatteria panamensis R.E. Fries
- Guatteria paraensis R. E. Fr.
- Guatteria paranensis R. E. Fr.
- Guatteria parviflora R. E. Fr.
- Guatteria parvifolia R. E. Fr
- Guatteria pastazae R.E. Fr.
- Guatteria pavonii G. Don
- Guatteria peckoltiana R. E. Fr.
- Guatteria penduliflora R. E. Fr.
- Guatteria persicifolia Triana & Planch.
- Guatteria peruviana R. E. Fr.
- Guatteria petiolata R. E. Fr.
- Guatteria phanerocampta Diels
- Guatteria pilosula Planch. & Linden ex Triana & Planch.
- Guatteria pittieri R. E. Fr
- Guatteria platyphylla Triana & Planch.
- Guatteria pleiocarpa Diels
- Guatteria poeppigiana Mart.
- Guatteria pogonopus Mart.
- Guatteria pohliana Schltdl.
- Guatteria polyantha R. E. Fr.
- Guatteria polycarpa R. E. Fr.
- Guatteria procera R. E. Fr.
- Guatteria psilopus Mart.
- Guatteria pteropus Benth.
- Guatteria pubens (Mart.) R. E. Fr.
- Guatteria punctata (Aubl.) R. A. Howard
- Guatteria puncticulata R. E. Fr.
- Guatteria quinduensis Triana & Planch.
- Guatteria recurvisepala R. E. Fr.
- Guatteria reflexa   R. E. Fr.
- Guatteria reticulata R. E. Fr.
- Guatteria rhamnoides R. E. Fr.
- Guatteria richardii R. E. Fr.
- Guatteria riedeliana R. E. Fr.
- Guatteria rigida R. E. Fr.
- Guatteria rigidipes R. E. Fr.
- Guatteria riparia R. E. Fr.
- Guatteria robusta R. E. Fr.
- Guatteria rotundata Maas & van Setten
- Guatteria rubrinervis R. E. Fr.
- Guatteria rufotomentosa R. E. Fr.
- Guatteria rugosa R. E. Fr.
- Guatteria rupestris Mello-Silva & Pirani
- Guatteria sabuletorum R. E. Fr.
- Guatteria saffordiana Pittier
- Guatteria sagotiana R. E. Fr.
- Guatteria scalarinervia D. R. Simpson
- Guatteria scandens Ducke
- Guatteria schlechtendaliana Mart.
- Guatteria schomburgkiana Mart.
- Guatteria schunkevigoi D. R. Simpson
- Guatteria scytophylla Diels
- Guatteria sellowiana Schltdl.
- Guatteria sessilicarpa Maas & van Setten
- Guatteria silvatica R. E. Fr.
- Guatteria slateri Standl.
- Guatteria sodiroi Diels
- Guatteria sordida R. E. Fr.
- Guatteria speciosa R. E. Fr.
- Guatteria spectabilis Diels
- Guatteria sphaerantha R. E. Fr.
- Guatteria stenopetala R.E. Fr.
- Guatteria stipitata R. E. Fr.
- Guatteria subsessilis Mart.
- Guatteria sylvicola S. Moore
- Guatteria tenera R. E. Fr.
- Guatteria tenuis R. E. Fr.
- Guatteria terminalis R. E. Fr.
- Guatteria tessmannii R. E. Fr.
- Guatteria tomentosa Rusby
- Guatteria tonduzii Diels
- Guatteria trichoclonia Diels
- Guatteria trichostemon R. E. Fr.
- Guatteria ucayaliana Diels
- Guatteria ucayalina Huber
- Guatteria umbonata R. E. Fr.
- Guatteria umbrosa R. E. Fr.
- Guatteria venezuelana R. E. Fr.
- Guatteria verrucosa R. E. Fr.
- Guatteria verruculosa R. E. Fr.
- Guatteria villosissima A. St.-Hil.
- Guatteria viridiflora Ruiz & Pav. ex G. Don
- Guatteria wachenheimii Benoist
- Guatteria wessels-boerii Jans.-Jac.
- Guatteria williamsii R.E. Fr.
- Guatteria xylopioides   R. E. Fr.